# Bulbophyllum andohahelense
Bulbophyllum andohahelense là một loài phong lan thuộc chi Bulbophyllum.